# Wespus arkansasensis
Wespus arkansasensis – gatunek kosarza z podrzędu Laniatores i rodziny Phalangodidae. Jedyny znany przedstawiciel monotypowego rodzaju Wespus.

## Występowanie
Gatunek endemiczny dla Stanów Zjednoczonych, występujący w Arkansas.